# Élie (esclave)
Pour les articles homonymes, voir Élie (homonymie).
Élie est un esclave connu pour avoir été le meneur de la révolte d'esclaves de Saint-Leu, qui a lieu en 1811 à l'île Bourbon, aujourd'hui La Réunion.

## Biographie
Élie a au moins 3 frères, dont Gilles et Prudent, et une sœur. À la fin de la révolte, il est condamné à mort et est décapité ainsi que 3 de ses frères.

## Controverse sur la date et le lieu de sa mort[2]
En 2018, la ville de Saint-Paul considère comme acquis qu’Élie et d'autres esclaves ont été jugés et exécutés le 15 avril 1812, à 15h sur l'ancienne place du tribunal, rebaptisée en 2018 le Jardin de la liberté. Cette décision serait en lien avec le livre de Sudel Fuma La révolte des oreilles coupées ou l'insurrection des esclaves de Saint-Leu. L'historien français s'appuie sur une lettre de Pierre Hippolyte Michault d'Emery, procureur du roi de France.
Pour l'historien Prosper Ève, aucun document ne précise ni la date ni le lieu de l'exécution des condamnés seulement le fait qu'ils devaient quitter Saint-Denis le 13 avril. Élie a pu être exécuté à Saint-Leu, Saint-Paul, Saint-Pierre ou Saint-Denis.

### Filmographie
- Élie ou les forges de la liberté, de Kapali Studios (prod.) et de William Cally (réal.) d’après le livre de Sudel Fuma, France Télévisions, 2011, docu-fiction, 52 min (OCLC 863117871)